# Fiłatow Ług
Fiłatow Ług (ros. Филатов Луг) – stacja linii Sokolniczeskiej metra moskiewskiego, znajdująca się w nowomoskiewskim okręgu administracyjnym Moskwy w rejonie Sosienskoje (Сосенское) między jezdniami autostrady Sołncewsko—Butowsko—Warszawskiej (Солнцево — Бутово — Варшавское шоссе). Otwarcie miało miejsce 20 czerwca 2019 roku.
Stacja typu naziemnego zadaszonego z peronem wyspowym. Projekt architektoniczny wyróżniają szklane ściany zatorowe, pomalowana na żółto konstrukcja antresoli i gabloty z żywą roślinnością, użyte po raz pierwszy na stacji metra w Moskwie. 